# 制止向恐怖主义提供资助的国际公约
制止向恐怖主义提供资助的国际公约（英語：International Convention for the Suppression of the Financing of Terrorism），是2000年联合国制订的国际公约。公约订于美国纽约，于2002年4月10日生效，保存人是联合国秘书长。

## 背景
各缔约国回顾《联合国宪章》、《联合国五十周年纪念宣言》和《消除国际恐怖主义措施宣言》；回顾联大第50/6号、第49/60号、第51/210号、第52/165号和第53/108号等决议；深切关注世界各地的恐怖主义行为不断升级；深信迫切需要增强各国之间的国际合作，制定采取有效措施以防止向恐怖主义提供资助，通过起诉惩罚实施恐怖主义行为者来加以制止，制订公约各条款。

## 内容
公约定义了相关犯罪和罪行（第2条），并规定缔约国应在国内法中规定所述罪行为刑事犯罪并对其处以适当刑罚。公约还对管辖权、起诉、引渡、司法互助等作了规定。